# Mónica van Campen
Mònica van Campen (Tarrasa, Barcelona, 16 de noviembre de 1974) es una actriz y modelo española que ha participado en numerosas y conocidas teleseries españolas como La que se avecina, El comisario, Hospital Central y Makinavaja, o en exitosas y premiadas películas como Princesas, dirigida por Fernando León de Aranoa.

## Biografía
Mònica ha trabajado como modelo y actriz desde muy joven, dando voz e imagen a varias campañas publicitarias de empresas multinacionales. En los años 90 protagonizó un anuncio publicitario  (dirigido por Isabel Coixet) de un perfume masculino que se hizo muy conocido y tras el cual mucha gente usaba y recordaba la frase que se decía al aparecer ella: «Busco a Jacq's».
Ha participado en varias teleseries, algunas en la cadena TV3, conocida gracias a su papel en Mi querido Klikowsky, de la cadena ETB 2, cuyo personaje en la serie, Silvia, iba teniendo cada vez más peso según avanzaba la serie.

## Filmografía

### Cine (selección)
- 2013, Una hora, un paso[2]
- 2009, 9, cortometraje dirigido por Candela Peña
- 2007, Juego
- 2005, Princesas, de Fernando León de Aranoa,  protagonizada por Candela Peña y Micaela Nevárez
- 2004, Cota roja, de Jordi Frades
- 2004, Inconscientes
- 2003, Comarcal 130
- 2002, Alas rotas, dirigida por Carlos Gil[3]
- 2000, Faust: La venganza está en la sangre
- 2000, Tomándote, de Isabel Gardela[4]
- 1996, Asunto interno
- 1995, Aquí hacemos los sueños realidad
- 1995, Atolladero
- 1995, Palace, del grupo Tricicle

### Televisión (selección)
- 2005 a 2008, Mi querido Klikowsky, (65 episodios).
- 2007, Lo Cartanyà (episodio Miami)
- 2004, Hospital Central (episodio Secretos y engaños)
- 2004, Los 80 (3 episodios)
- 2003 a 2006, El comisario (4 episodios)
- 2001, Policías, en el corazón de la calle (episodio La sangre aúlla)
- 1999, Platos sucios (episodio Tinc una fan)
- 1999, Sota el signe de... (episodio Lleó)
- 1994, Estació d'enllaç (episodio L'espot)